# Rhytidoponera
Genre
Rhytidoponera est un genre de fourmis de la sous-famille des Ponerinae et de la tribu des Ectatommini. Il comprend plus d'une centaine d'espèces réparties pour la plupart en Océanie.

## Systématique
Ce genre est décrit sous le nom scientifique Rhytidoponera en 1862, par l'entomologiste autrichien Gustav Mayr.

## Liste des espèces
Selon GBIF (25 octobre 2021) :
- Rhytidoponera abdominalis Viehmeyer, 1912
- Rhytidoponera acanthoponeroides Viehmeyer, 1924
- Rhytidoponera aciculata (Smith, 1858)
- Rhytidoponera aenescens Emery, 1900
- Rhytidoponera anceps Emery, 1898
- Rhytidoponera aquila Ward, 1984
- Rhytidoponera araneoides (Le Guillou, 1842)
- Rhytidoponera arborea Ward, 1984
- Rhytidoponera aspera (Roger, 1860)
- Rhytidoponera atropurpurea Emery, 1914
- Rhytidoponera aurata (Roger, 1861)
- Rhytidoponera barnardi Clark, 1936
- Rhytidoponera barretti Clark, 1941
- Rhytidoponera borealis Crawley, 1918
- Rhytidoponera carinata Clark, 1936
- Rhytidoponera celtinodis Wilson, 1958
- Rhytidoponera cerastes Crawley, 1925
- Rhytidoponera chalybaea Emery, 1901
- Rhytidoponera chnoopyx Brown, 1958
- Rhytidoponera clarki Donisthorpe, 1943
- Rhytidoponera confusa Ward, 1980
- Rhytidoponera convexa (Mayr, 1876)
- Rhytidoponera cornuta (Emery, 1895)
- Rhytidoponera crassinoda (Forel, 1907)
- Rhytidoponera cristata (Mayr, 1876)
- Rhytidoponera croesus Emery, 1901
- Rhytidoponera depilis Ward, 1984
- Rhytidoponera dubia Crawley, 1915
- Rhytidoponera enigmatica Ward, 1980
- Rhytidoponera eremita Clark, 1936
- Rhytidoponera ferruginea Clark, 1936
- Rhytidoponera flavicornis Clark, 1936
- Rhytidoponera flavipes (Clark, 1941)
- Rhytidoponera flindersi Clark, 1936
- Rhytidoponera foreli Crawley, 1918
- Rhytidoponera foveolata Crawley, 1925
- Rhytidoponera fulgens (Emery, 1883)
- Rhytidoponera fuliginosa Clark, 1936
- Rhytidoponera gibsoni Kaulfuss & Dlussky, 2016
- Rhytidoponera greavesi Clark, 1941
- Rhytidoponera gregoryi Clark, 1936
- Rhytidoponera haeckeli (Forel, 1910)
- Rhytidoponera hanieli Forel, 1913
- Rhytidoponera hilli Crawley, 1915
- Rhytidoponera impressa (Mayr, 1876)
- Rhytidoponera incisa Crawley, 1915
- Rhytidoponera inops Emery, 1900
- Rhytidoponera inornata Crawley, 1922
- Rhytidoponera insularis Ward, 1984
- Rhytidoponera kirghizorum Dlussky, 1981
- Rhytidoponera koumensis Ward, 1984
- Rhytidoponera kurandensis Brown, 1958
- Rhytidoponera laciniosa Viehmeyer, 1912
- Rhytidoponera lamellinodis Santschi, 1919
- Rhytidoponera laticeps Forel, 1915
- Rhytidoponera levior Crawley, 1925
- Rhytidoponera litoralis Ward, 1984
- Rhytidoponera luteipes Ward, 1984
- Rhytidoponera maledicta Forel, 1915
- Rhytidoponera maniae (Forel, 1900)
- Rhytidoponera mayri (Emery, 1883)
- Rhytidoponera metallica (Smith, 1858)
- Rhytidoponera micans Clark, 1936
- Rhytidoponera mimica Ward, 1984
- Rhytidoponera mirabilis Clark, 1936
- Rhytidoponera nexa Stitz, 1912
- Rhytidoponera nitida Clark, 1936
- Rhytidoponera nitidiventris Ward, 1984
- Rhytidoponera nodifera (Emery, 1895)
- Rhytidoponera nudata (Mayr, 1876)
- Rhytidoponera numeensis (Andre, 1889)
- Rhytidoponera opaciventris Ward, 1984
- Rhytidoponera peninsularis Brown, 1958
- Rhytidoponera pilosula Clark, 1936
- Rhytidoponera pulchella (Emery, 1883)
- Rhytidoponera punctata (Smith, 1858)
- Rhytidoponera punctigera Crawley, 1925
- Rhytidoponera punctiventris (Forel, 1900)
- Rhytidoponera purpurea (Emery, 1887)
- Rhytidoponera reflexa Clark, 1936
- Rhytidoponera reticulata (Forel, 1893)
- Rhytidoponera rotundiceps Viehmeyer, 1914
- Rhytidoponera rufescens (Forel, 1900)
- Rhytidoponera rufithorax Clark, 1941
- Rhytidoponera rufiventris Forel, 1915
- Rhytidoponera rufonigra Clark, 1936
- Rhytidoponera scaberrima (Emery, 1895)
- Rhytidoponera scabra (Mayr, 1876)
- Rhytidoponera scabrior Crawley, 1925
- Rhytidoponera socra (Forel, 1894)
- Rhytidoponera spoliata (Emery, 1895)
- Rhytidoponera strigosa (Emery, 1887)
- Rhytidoponera subcyanea Emery, 1897
- Rhytidoponera tasmaniensis Emery, 1898
- Rhytidoponera taurus (Forel, 1910)
- Rhytidoponera tenuis (Forel, 1900)
- Rhytidoponera terrestris Ward, 1984
- Rhytidoponera trachypyx Brown, 1958
- Rhytidoponera turneri (Forel, 1910)
- Rhytidoponera tyloxys Brown & Douglas, 1958
- Rhytidoponera versicolor Brown, 1958
- Rhytidoponera victoriae (Andre, 1896)
- Rhytidoponera violacea (Forel, 1907)
- Rhytidoponera viridis (Clark, 1941)
- Rhytidoponera waipiata Kaulfuss & Dlussky, 2016
- Rhytidoponera wilsoni Brown, 1958
- Rhytidoponera yorkensis Forel, 1915